# Daniel Deng Bul Yak

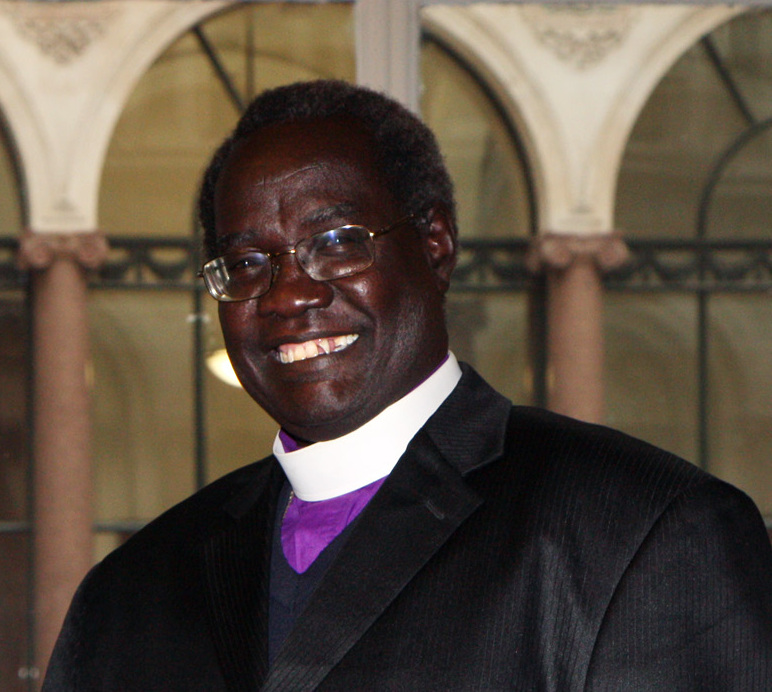
Daniel Deng Bul Yak

Daniel Deng Bul Yak (* 1950 Tuic-Gebiet im Distrikt Bor, Dschunqali, heutiger Südsudan) ist seit 2008 Erzbischof von Juba und der vierte Primas der Episcopal Church of South Sudan and Sudan.

## Leben
Daniel Deng Bul Yak wuchs in einem kleinen Dorf im Südsudan auf. Er gehört dem Volk der Dinka an. Mit siebzehn Jahren begann er als Evangelist mit Dinka-Gemeinden in Khartum zu arbeiten.
1977 graduierte er vom Bishop Gwynne College in Mundri und wurde ein Jahr später zum Priester ordiniert. Die nächsten zehn Jahre arbeitete er als Priester in Port Sudan, gründete Gemeinden, arbeitete in Gefängnissen und unterrichtete an Abendschulen. Ab 1988 arbeitete er in ar-Rank, der nördlichsten Stadt des Südsudans in der im Sezessionskrieg von 1983 bis 2005 umkämpften Provinz A'ali an-Nil. Zusammen mit der römisch-katholischen und presbyterianischen Kirche baute er das erste Kirchengebäude und später das erste Kirchengebäude der Episkopalkirche des Sudans.
1995 wurde er zum ersten Bischof der neu errichteten Diözese von ar-Rank geweiht. Er studierte zwei Jahre am Virginia Theology Seminary in den Vereinigten Staaten – nach seiner Aussage die erste Schule, die er besuchte, die nicht in der Folge von Regierungstruppen zerstört worden war – wo er mit einem Diplom in Theologie abschloss. Zurück in seiner Diözese gründete er in den nächsten Jahren vier Grundschulen, eine weiterführende Schule, eine Bibelschule (heute das ar-Rank Theological Seminary) und das Krankenhaus von ar-Rank und begann ein Projekt für die Übersetzung des Alten Testaments in die Dinka-Sprache. Gleichzeitig initiierte er zahlreiche Projekte in der Landwirtschaft, ein Restaurant und ein Gästehaus, in dem die Frauen seiner Diözese arbeiten konnten, um die wirtschaftliche Lage zu verbessern, und kümmerte sich nach dem Friedensschluss 2005 um die Integration von Zehntausenden von zurückkehrenden Flüchtlingen. 2008 wurde die von ihm erbaute St. Matthew Cathedral in ar-Rank von Erzbischof Rowan Williams geweiht.
Neben seinen Aufgaben in der Diözese stand er auch in verschiedenen Funktionen im Dienst der Gesamtkirche, so als Secretary of the House of Bishops und als Vorsitzender der Peace, Justice and Reconciliation Commission.
Als Joseph Marona, der Primas der Episcopal Church of Sudan Ende 2007 krankheitshalber zurücktrat, wurde Deng Bul im ersten Wahlgang aus drei Kandidaten gewählt und am 20. April 2008 in einer vierstündigen Liturgie in der Allerheiligen-Kathedrale in Juba installiert. An der Zeremonie nahm neben zahlreichen Bischöfen aus anderen anglikanischen Provinzen auch Salva Kiir Mayardit, der Präsident des Südsudan teil.
2008 erhielt er einen Ehrendoktor des Virginia Theology Seminary.
Deng Bul ist verheiratet und hat fünf Kinder und drei Enkel.

## Weblink
- Biografie (Memento vom 26. Januar 2007 im Internet Archive)